# John Achterberg
John Achterberg (Utrecht, 8 juli 1971) is een voormalig Nederlands voetballer in de positie van doelman. Hij werd in 2009 keeperstrainer bij Liverpool. Tussen 1998 en 2009 speelde hij voor het Engelse Tranmere Rovers.
Achterberg speelde in Nederland voor NAC Breda en FC Eindhoven, waarna hij in 1998 tekende bij Tranmere Rovers, na een succesvol verlopen stage. Hij speelde uiteindelijk negen seizoenen voor de club. Tot 2003 speelde de club in de Football League First Division, het toenmalige tweede niveau in Engeland. In 2001 eindigde de club op de laatste plaats en degradeerde ze naar de Football League Second Division, het toenmalige derde niveau in Engeland. In 2004 werd de ploeg, bij een reorganisatie van de voetbaldivisies ingedeeld in de Football League One, dat eveneens gelijk staat aan het derde niveau. Achterberg maakte deel uit van een team dat in de beker onder meer Everton en Southampton versloeg. In het seizoen 2003-2004 hield hij twintig wedstrijden zijn doel schoon. In 2007 werd hij aangesteld door Tranmere Rovers als speler-coach, een rol die hij twee jaar zou vervullen, voor hij in 2009 definitief zijn carrière beëindigde.
Na zijn actieve carrière als speler werd Achterberg in 2009 bij Liverpool aangesteld als keeperstrainer. Op 1 mei 2024 werd bekend dat de club zijn aflopende contract niet zou verlengen.

## Erelijst als staflid
Liverpool
- UEFA Champions League: 2018/19
- UEFA Super Cup: 2019
- FIFA Club World Cup: 2019
- Premier League: 2019/20
- EFL Cup: 2021/22
- FA Cup: 2021/22
- FA Community Shield: 2022